# سيرسا
سيرسا رمزها «SI» (بالإنجليزية: Sirsa) ، هو تقسيم إداري لدولة الهند تتبع ولاية هاريانا (بالإنجليزية: Haryana) ، مركزها هو مدينة سيرسا (بالإنجليزية: Sirsa) عدد سكانها حسب تعداد سنة 2001 هو 1,111,012  ، مساحتها 4,276 كم² وكثافة السكان 260 لكل كم² .